# Гостянський потік
Гостянський потік (словац. Hostiansky potok) — річка в Словаччині; права притока Житави. Протікає в округах Жарновиця і Злате Моравце.
Довжина — 24.5 км. Витікає в масиві Трибеч на висоті 520 метрів. Впадає протік Ярки.
Протікає територією сіл Гостьє; Топольчянки і міста Златі Моравці.
Впадає в Житаву на висоті 169 метрів.